# Весна Моравић Балкански
Весна Моравић Балкански рођена 22. фебруара 1973. у Београду. Дипломирала сликарство на ФЛУ у Београду 2000. године у класи професора Анђелке Бојовић. Магистрирала сликарство у класи истог професора 2003. године. Члан УЛУС-а од 2001. године. У статусу слободног уметника.

## Колетивне изложбе
- Студентски цртеж, Дом омладине Београда, 94/95.
- Студентски цртеж, Дом омладине Београда, 95/96.
- Студентски цртеж, Дом омладине Београда, 96/97.
- Бијенале студентског цртежа, Студентски град, 96/97.
- Изложба награђених радова студената ФЛУ, 97/98.
- 4. београдски бијенале цртежа и мале пластике, Ц. Зузорић 99/2000.
- 6. међународни бијенале минијатурне уметности, Г. Милановац, 2000.
- 41. Златно перо Београда, 6. међународни бијенале илустрације 2001.
- Годишња изложба галерије Коларац 2001.
- Изложба радова нових чланова УЛУС-а, 2001.
- ЈУ-палета младих, Врбас 2000.
- 19. међународни бијенале илустрације, Братислава 2003.
- У светлости Милене, Пожаревац 2003.
- 7. међународни бијенале минијатуре, Г. Милановац, 2003/04.
- 42. Златно перо Београда, 7. међународни бијенале илустрације 2003/04.
- Годишња изложба галерије Коларац јули/август 2005.
- 7. београдски бијенале цртежа и мале пластике, 2005.
- The Emperor’s New Illustrations, Болоња 13/16. април 2005.
- Јесења изложба, Ц. Зузорић 2005.
- Јесења изложба, Ц. Зузорић 11.2006.
- Пролећна изложба, Ц. Зузорић март/април 2007.
- Божићна изложба, Градска галерија, Сремски Карловци јануар 2008.
- Божићни салон, Галерија УЛУС,2008/09.
- 9. београдски бијенале цртежа и мале пластике јуни—јули 2009.
- 10 година после, генерација 1993—98, Галерија ФЛУ, 2009.
- ВИНЧАНЦИ , Галерија више политехничке школе у Земуну, јуни—јули 2009.
- 2. Бијенале акварела малог формата, Галерија СКЦ Нови Београд, 15—31.јули 2011.
- Изложба избор радова са 2. бијенала акварела малог формата, Музеј Републике Српске,17.новембар/15.децембар 2011.
- Паралелни салон, Уметнички Павиљон Цвијета Зузорић,Београд, април 2012.
- Уметници и њихови професори, Кућа Краља Петра,18.11—1.12.2014.
- Уметници и сапутници, Кућа Краља Петра, 2—15.11.2015.

## Самосталне изложбе
- ЦРТЕЖИ И СЛИКЕ, Дом културе у Лазаревцу 08—22.11.2000.
- МИНИЈАТУРЕ, Коларац 09—28.01.2001.
- МИНИЈАТУРЕ, Излози галерије ФЛУ 13.04—15.05.2001.
- ЦРТЕЖИ, Дом културе у Лазаревцу 22.05—07.06.2001.
- СЛИКЕ И МИНИЈАТУРЕ, галерија Песак, Београд, 01.10—1.11.2002.
- СЛИКЕ, Галерија ФЛУ 24.03—05.04.2003.
- СЛИКЕ, Коларац 08—27.02.2005.
- РЕЉЕФИ, Дом културе у Лазаревцу, септембар 2005.
- РЕЉЕФИ И МИНИЈАТУРЕ, Модерна галерија Лазаревац, фебруар—март 2009.

## Награде
- „Неимар“за мозаик на ФЛУ у шк. 1997/98.(мозаик Жар птица)
- „Љубица Сокић, сликар и професор Академије за ликовне уметности“, за најуспелију слику малог формата на ФЛУ у шк. 1997/98.(слика Парк)
- „Захарије Орфелин“, за књигу опремљену најбољим илустрацијама на 12. међународном салону књига у Новом Саду, априла 2006.(књига Палчица, Х. К. Андерсена у издању Креативног центра из Београда)
- Похвала 2. Бијенала акварела малог формата,2011.

Поред сликања и излагања од 2001. године бави се и илустровањем књига и часописа за децу. Радила је у као илустратор у часописима ВЕЛИКО ДВОРИШТЕ и ЂАК ПРВАК. Илустровала 11књига за децу:
- ЈЕДАН ИВАНИН ДАН (у техници „pop-up“)
- ЛЕДЕНА ПРИЧА, Хане Гадомски
- УСПАВАНКЕ ЗА БЕБЕ ЖИВОТИЊЕ, Симена Маринковића (Креативни центар)
- РЕЧНИК ВРЛИНА, Весне Белчевић (Креативни центар)
- ПРИЧЕ ЗА ДЕЦУ, Петера Бихсела (Драганић)
- ПАЛЧИЦА, Х. К. Андерсена (Креативни центар)
- БОЖИЋ, (СПЦ)
- ШКОЛА ЗА ЛИСИЧЕ, Симеона Маринковића (Креативни центар)
- ДЕЧИЈИ МУЗЕЈ, Ане Поповић, (уџбеник ликовне културе за први разред о. ш. одобрен од Министарства просвете, Едука)
- ПРАВОСЛАВНА ЧИТАНКА, уџбеник веронауке за први разред о. ш. на текст монахиња манастира Градац
- ЧУДЕСНА ШУМА, Весна Белчевић (у припреми)

Књиге РЕЧНИК ВРЛИНА, ПАЛЧИЦА и ЧУДЕСНА ШУМА илустроване су рељефима од пластелина.
Године 2015. у сарадњи са децом из радионице ДУША ради анимирани филм Стефан Високи. Овај филм је рађен у техници рељефа од пластелина. Премијерно је приказан октобра 2015. у Дворани Дома Војске у Београду. На трећем Фестивалу анимираног филма деце и младих Аниматорфест, отвореном 18. септембра 2015. у Јагодини, филм Стефан Високи добио је Признање за неговање народне традиције.